# (7716) Ube
(7716) Ube ist ein Asteroid des inneren Hauptgürtels, der am 22. Februar 1996 vom japanischen Astronomen Akimasa Nakamura am Kuma-Kōgen-Observatorium (IAU-Code 360) in der Kleinstadt Kumakōgen in der Präfektur Ehime in Japan entdeckt wurde.
Der Himmelskörper wurde nach der Küstenstadt Ube in der Präfektur Yamaguchi auf der japanischen Hauptinsel Honshū benannt, die am 1. November 1921 gegründet wurde.
Der Asteroid gehört der Vesta-Familie an, einer großen Gruppe von Asteroiden, benannt nach (4) Vesta, dem zweitgrößten Asteroiden und drittgrößten Himmelskörper des Hauptgürtels.